# Symphonia (Clusiaceae)
Symphonia is een geslacht van planten uit de clusiafamilie (Clusiaceae). De soorten komen voor van Mexico tot in tropisch Zuid-Amerika en verder in tropisch Afrika en op Madagaskar.

## Soorten
- Symphonia clusioides Baker
- Symphonia eugenioides Baker
- Symphonia fasciculata (Thouars) Baill.
- Symphonia globulifera L.f.
- Symphonia gymnoclada (Planch. & Triana) Benth. & Hook.f. ex Vesque
- Symphonia lepidocarpa Baker
- Symphonia linearis H.Perrier
- Symphonia louvelii Jum.
- Symphonia microphylla (Hils. & Bojer ex Cambess.) Benth. & Hook.f. ex Vesque
- Symphonia nectarifera Jum. & H.Perrier
- Symphonia oligantha Baker f.
- Symphonia pauciflora Baker
- Symphonia sessiliflora H.Perrier
- Symphonia tanalensis Jum.
- Symphonia urophylla (Decne. ex Planch. & Triana) Vesque
- Symphonia verrucosa (Hils. & Bojer ex Planch. & Triana) Vesque